# 華北龍屬
華北龍（屬名：Huabeisaurus）是一屬蜥腳下目恐龍，生存於白堊紀晚期（？森諾曼階至？馬斯垂克階，約9970萬至7060萬年前）的中國北部。模式種不尋常華北龍（H. allocotus）最初由龐其清及程政武於2000年描述、命名。
華北龍的化石來自1990年代發現的多具遺骸，包含牙齒、部份四肢及脊椎，出土於山西省天鎮縣趙家溝鄉後峪的灰泉堡組上部層位。因為其相對的完整性，使華北龍對於研究亞洲蜥腳類演化具有重要的意義。
根據龐和程（2000）估計華北龍身長20公尺及身高5公尺。如同其他蜥腳類，牠是大型、四足的草食性動物，並具有長頸及長尾。標本被認為來自一個幾乎成熟個體，因為骨頭縫線不見於脊椎但可見於骨盆。D'Emic等人（2013）建立了12項鑑定特徵將華北龍從其他蜥腳類中鑑別出來。
一個單獨的肱骨曾被龐和程歸於副模標本，出土於距原發現地200公尺處，屬於灰泉堡組下部由河床沉積的砂礫岩層，低於模式標本所在層位（灰泉堡組上部）約90公尺，這代表著肱骨可能來自與華北龍不同且更古老的沉積環境地層，且其缺乏與模式標本相符的解剖特徵，因此現在不再能歸入本屬。另外龐和程還曾提出將一個泰坦巨龍種（"Titanosaurus" falloti）歸入華北龍，但兩者的股骨型態有所差異而不太可能是相同物種。
華北龍的發現促成了新的分類群華北龍科（Huabeisauridae）的建立，但這個名稱並不被學界所廣泛使用。近年來華北龍科再次被D'Emic等人（2013）所提起，因為原本被歸入的盤足龍科是一個由許多多孔椎龍類的屬組成的未定集合群，其下可能可以再細分出更多較小的演化支。

## 發現

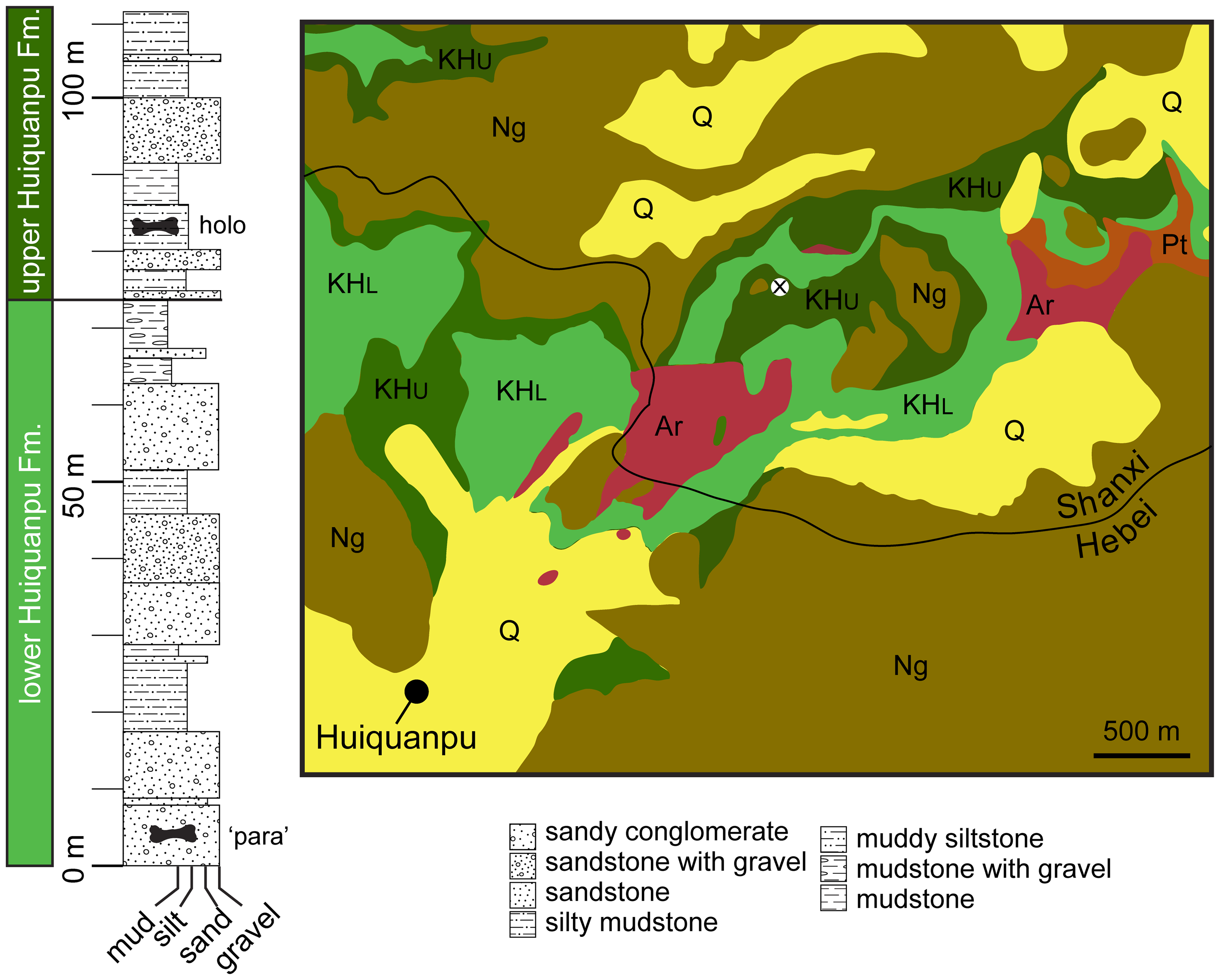
華北龍發現地附近的地層柱狀圖

華北龍的化石於1990年代出土於中國北部山西省天鎮縣趙家溝的白堊紀晚期地層，屬於灰泉堡組未命名的上部層位，根據介形綱、輪藻門、裂變痕跡測年法鑑定年代可能是森諾曼階至坎潘階。
一系列報導描述了灰泉堡組的地質概況，標本位在的上部層位是河流沉積作用的粉質泥岩。同一層位還出土了甲龍科的天鎮龍、山西龍、匿稱為甘氏四川龍的材料（疑名）、以及鴨嘴龍類未定種。

### 化石材料

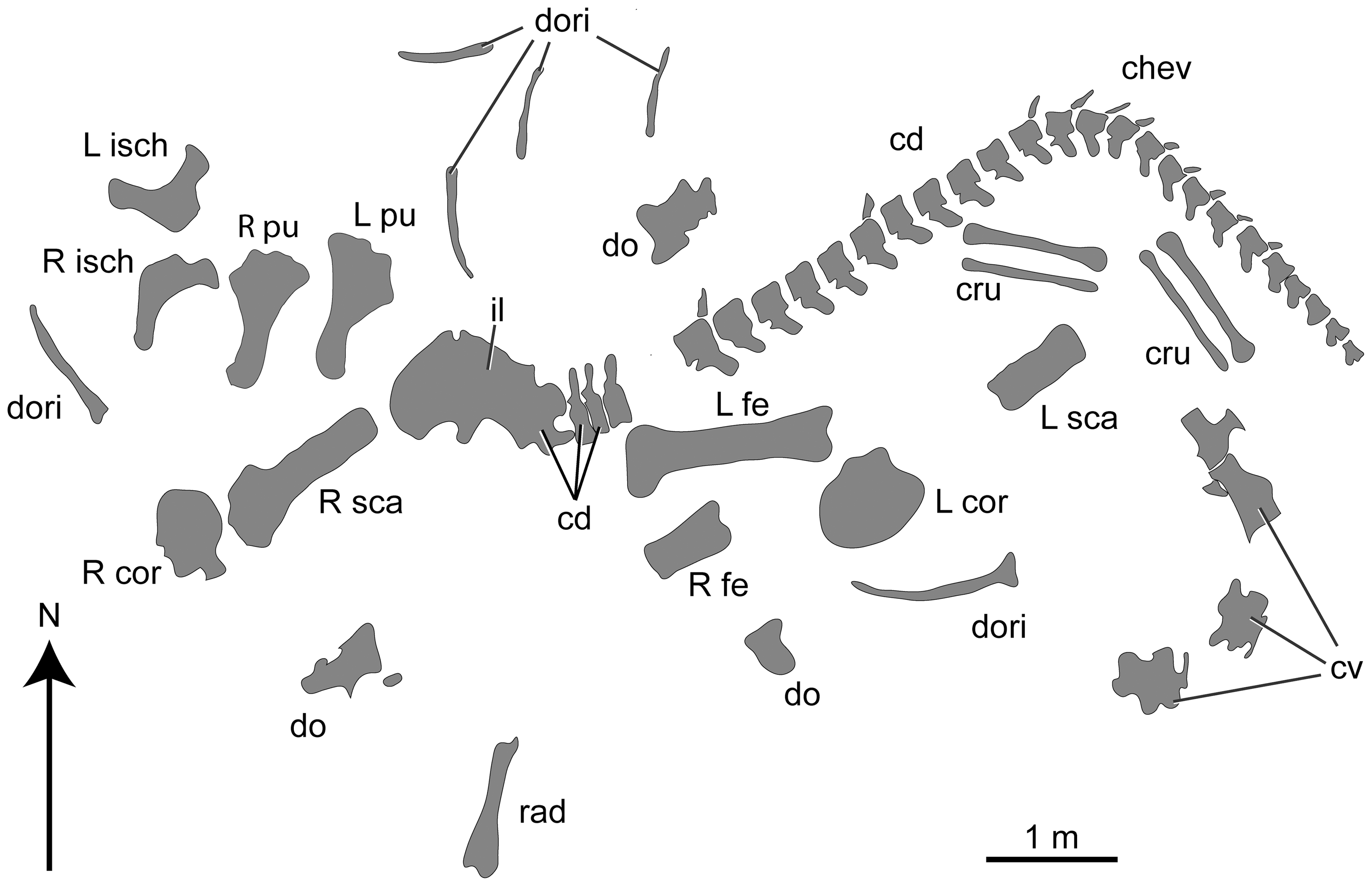
採集的骨骼姿勢示意圖

正模標本是一個部分關節連結的個體，由牙齒、頸椎、背椎、薦骨、尾椎、肋骨、完整的胸帶和骨盆、以及幾乎完整的四肢所組成。因為骨骼相對完整，使華北龍成為研究亞洲蜥腳類演化的重要物種。
身體左右兩側的肢帶尺寸相符，連帶脊椎和肋骨可以確定是來自同一個體。若該動物以左側姿躺，則出土的化石會與預期位置大致相符，但幾乎所有骨頭都呈現出錯位與關節分離：頸椎沿弧線排列、而延伸這條大致緊密的弧線座落著兩塊背椎並連接著薦骨和尾椎。薦骨和前三節尾椎被發現關節相連，並與其餘關節連結的尾椎排列成一條線；彼此間距0.5公尺。挖掘地圖上顯示了27節尾椎，但採集到的有30節，而修復前的照片顯示最初是有32節。許多人字骨被發現與對應的尾椎連結在一起。左右肩胛骨挖掘時分別位在身體左側及右側。左橈骨被發現位於胸帶材料間的中間位置。左右股骨、恥骨、髂骨彼此位置靠近且都位於薦骨附近。在採集圖中，薦骨呈左側朝上可能是錯誤的，因為左薦骨受損且左坐骨遺失。左右後肢材料被發現緊密結合。背肋碎片零散於採集地。綜合來說，編號HBV-20001標本在埋藏時經歷了某種程度的移位，造成一些部位的缺失，但根據佈置狀況、整體尺寸一致、且沒有重複部位的骨頭代表著為此地單一個體的蜥腳類。

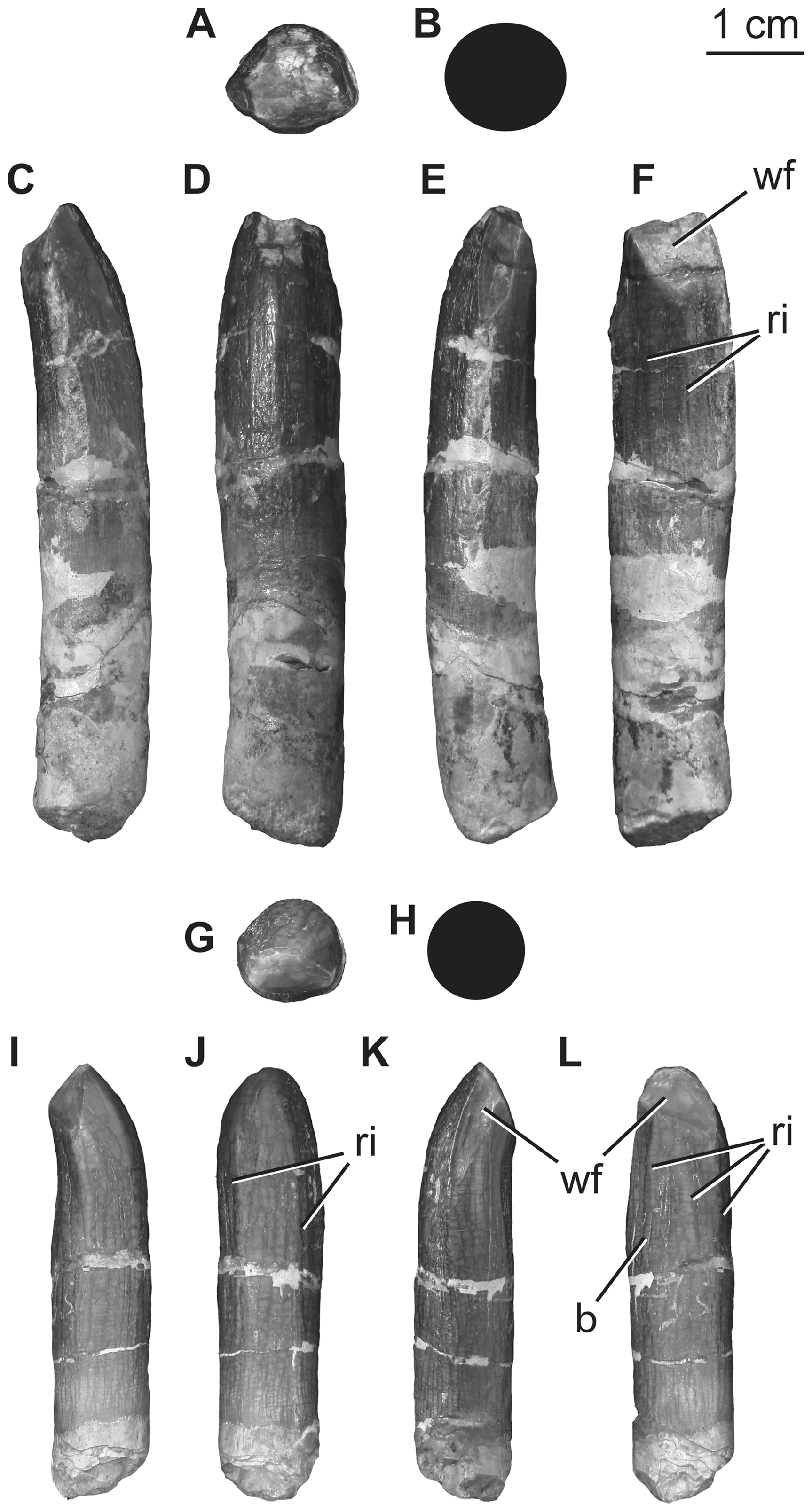
兩顆牙齒的多重視角

有兩顆牙齒保存了下來。一顆發現於採集地的挖掘過程、另一顆則在石家莊大學清修過程中打開野外包裹時發現。牙齒根據與其他骨骼的緊密關連，以及未有從他地運來的跡象，能將其歸於正模標本個體。兩顆牙齒皆保存良好，呈現出褶皺的琺瑯質。齒冠呈亞圓柱形，細長指數分別為3.46與3.36，比龐和程最初描述的還要細長一些，在寬和窄齒冠蜥腳類（例如盤足龍、布萬龍）中屬於中等。牙齒未沿長度大幅扭曲，如同腕龍科的上排齒。

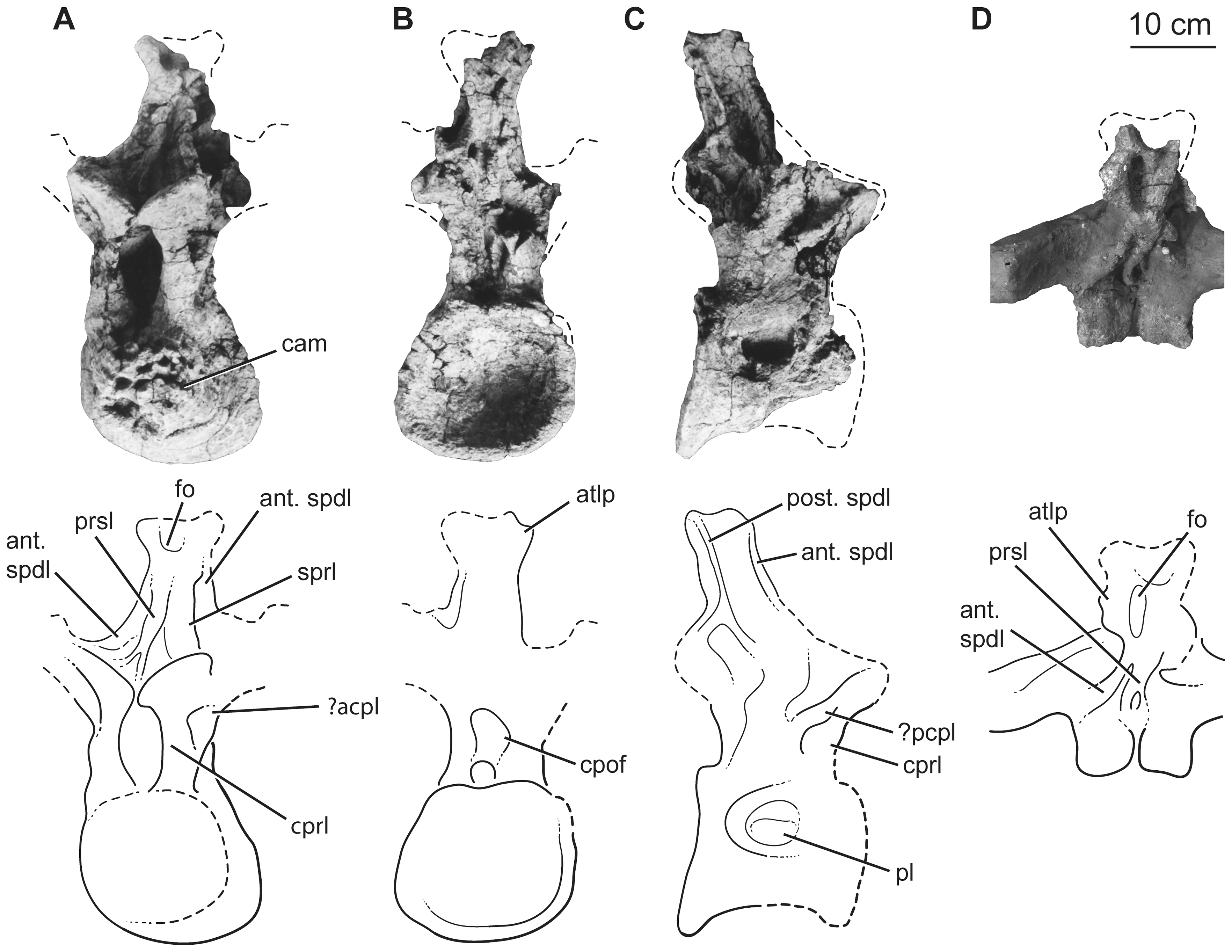
背椎

共有四節頸椎出土於採集地。兩個是碎片，另外兩個則接近完整。根據採集地圖，兩個保存差的頸椎被發現連接在一起，並位於頸部較前的位置，相較於保存好的那兩節。從破碎頸椎中除了進行一些量測還可以得知少量的解剖學資訊。
頸肋只保存了骨小頭、結節、部分前後突起。肋骨與其對應的椎骨融合。頸肋垂懸，腹側延伸長度等於椎體高度，如同一些白堊紀東亞蜥腳類。兩個頸椎中結節前後都特別細長，尤其是與骨小頭相比。頸肋目前已經折斷，但最初的敘述表示有些長度超過椎體。
共保存了部份六節背椎：一個部分前段背椎的椎弓、一個部分背椎體、三個幾乎完整，但現在大部分由石膏重建的後段背椎、以及一個已經連在薦骨上。所有的背椎都沒有觀察到神經中心縫線。

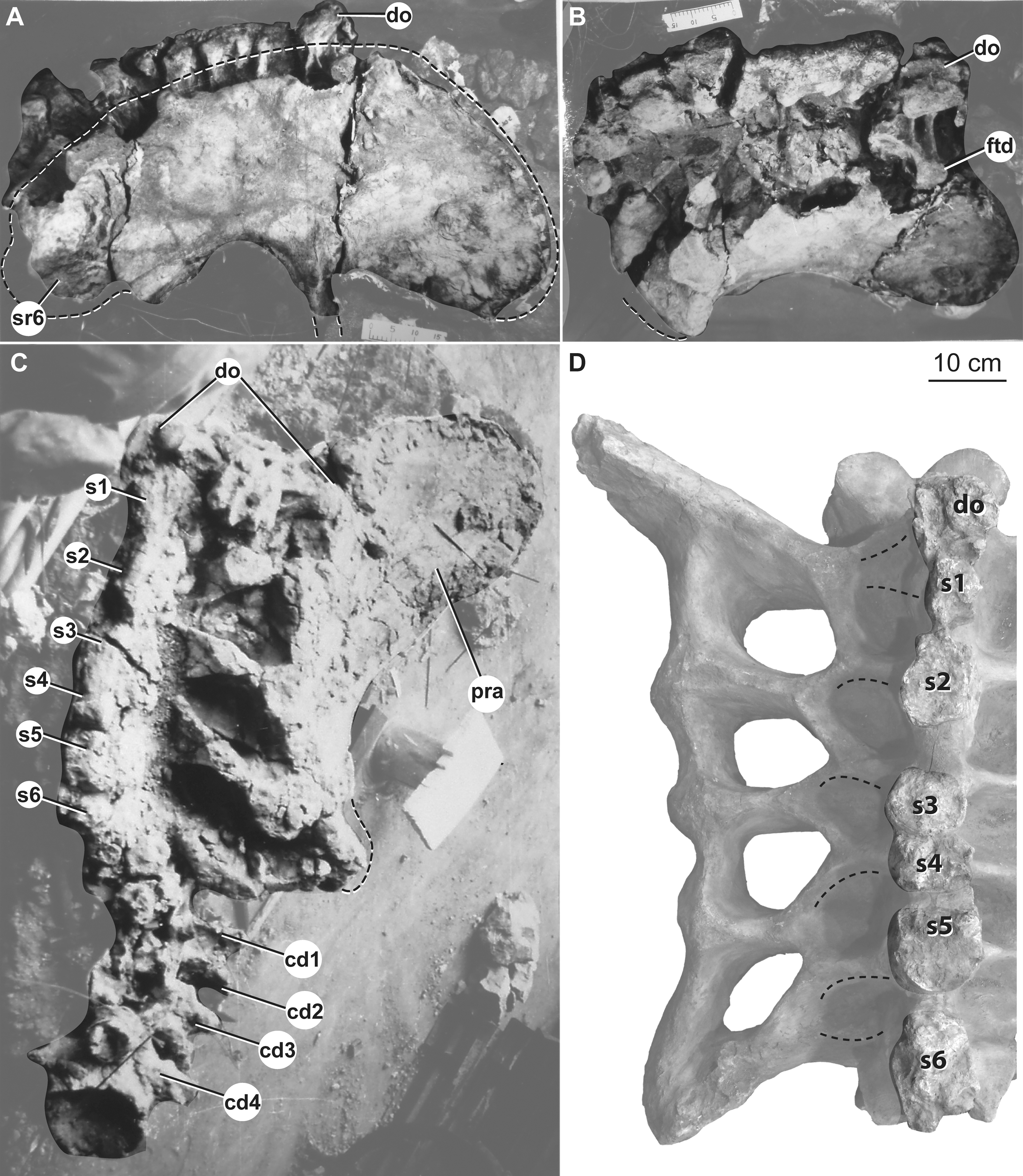
薦骨

一個幾乎完整的薦骨包括六節脊椎被發掘於採集地，最初僅缺少一些肋骨。在華北龍的原始敘述中，根據薦肋及肋間孔的數量指出只有五節薦椎。薦骨現在已用石膏修復，但修復前的照片顯示出兩個斜背視圖和右側視圖，並揭示了最後一節背椎從後向右側移位，壓縮了第一節薦肋。修復前照片及當前可見的薦神經棘折斷數目表明薦骨由至少六節薦椎組成。擠進薦骨的第一節椎骨可能代表著第七節薦椎；因為無法直接或在照片中觀察到該脊椎的肋骨，也無法驗證這些肋骨是否接觸髂骨。該脊椎被解釋為最後一節背椎，因為其神經棘似乎未融合到後側的神經棘上，而且大多數基礎多孔椎龍類的薦骨數量均為六節（除了進階物種內烏肯龍有七節成為例外）。
龐和程將十一個人字骨列入正模標本，但重建前的照片中可看到有十三個，而十二個目前保存於石家莊大學博物館。這些人字骨幾乎涵蓋了保存下來的尾椎總長。人字骨大致保存良好，但有些微變形及受損。人字骨和特定尾椎的對應關係仍不確定。

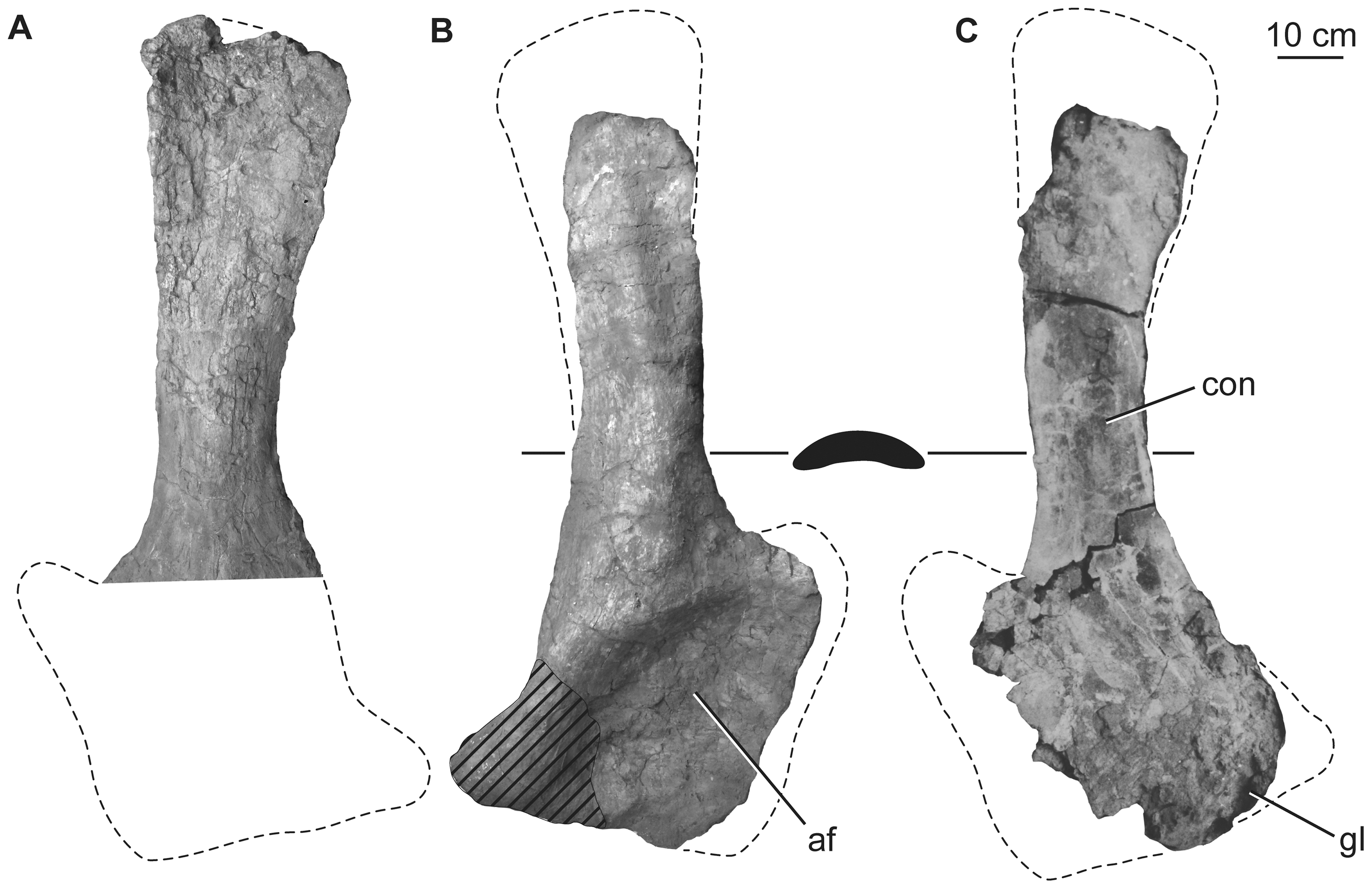
肩胛骨

胸帶在體內的確切方向不明，肩胛骨與鳥喙骨通常被認為傾斜於其餘身體的主要方向，使方向描述無所適從。除了兩個標本缺失及受損的關節盂外，左右肩胛骨各自保存的部分可以互補並建構出其形態全貌。肩胛骨由一個寬闊的近端板，包含肩峰、肩峰窩及板片構成骨頭超過一半長度。肩峰板側面向肩峰脊前及關節盂背側鑿出。肩峰脊微後傾而與板片長軸呈銳角。緊連於關節盂後的肩胛骨腹緣橫向寬且凸，但融合進板片根部急遽變窄。肩骨近腹後緣沒有明顯的亞三角突，可能因受損而消失。一道寬脊沿板片近端側面三分之一處縱向延伸。肩胛背緣直，腹緣向遠端擴張，使肩胛背腹高最大值與最小值比值為1.7，小於最初敘述的值2。

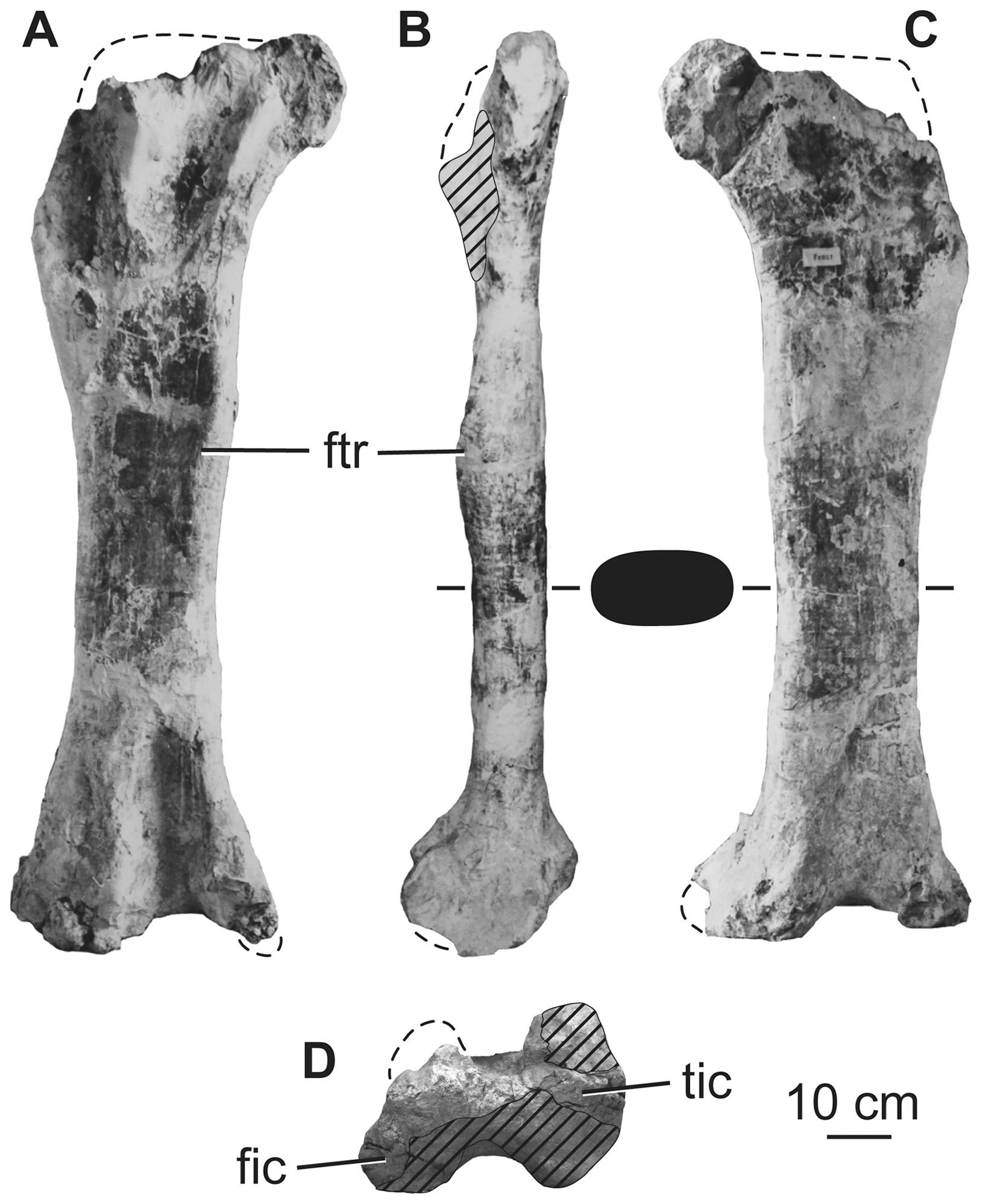
股骨

左橈骨近遠端都受損。橈骨纖巧，中軸長寬比0.12。前視圖中骨桿側面筆直而內側凹。前後擴張的近端在側面有一道脊。近端輪廓大致呈橢圓形並具尖銳的前突和寬圓的後突。前內側邊緣幾乎筆直而前外側緣前凹後凸。上軸的橢圓形剖面在中軸逐漸變呈圓D形，剖面長軸橫向延伸。這樣的D形朝遠端逐漸向前壓縮，具有橫向圓形的前表面和逐漸平坦的後表面。這與骨頭的遠側軸和遠端的強烈橫向膨脹有關，如同最初敘述的骨頭扭曲。橈骨遠端的強烈擴張通常僅見於泰坦巨龍類（如阿拉摩龍、耆那龍）並被視為華北龍的局部獨有衍徵。後橫脊不明顯並消失於遠端半處不向前端延伸。
另有一個單獨的肱骨曾被龐和程歸於副模標本，出土於距原發現地200公尺處，屬於灰泉堡組下部由河床沉積的砂礫岩層，低於模式標本所在層位（灰泉堡組上部）約90公尺，這代表著肱骨可能來自與華北龍不同且更古老的沉積環境地層，且其缺乏與模式標本相符的解剖特徵，因此現在不再能歸入本屬。與這個肱骨同一水平層位還發現了可能是山東龍的未命名種、甲龍類的未定材料。
龐和程曾將一種泰坦巨龍類（"Titanosaurus" falloti）歸入華北龍，然而"T." falloti的標本僅包含股骨，且沒有任何與華北龍的共有特徵，而且華北龍與"T." falloti的股骨遠端斜角與骨頭長軸有差異，不能代表同一物種。

## 敘述

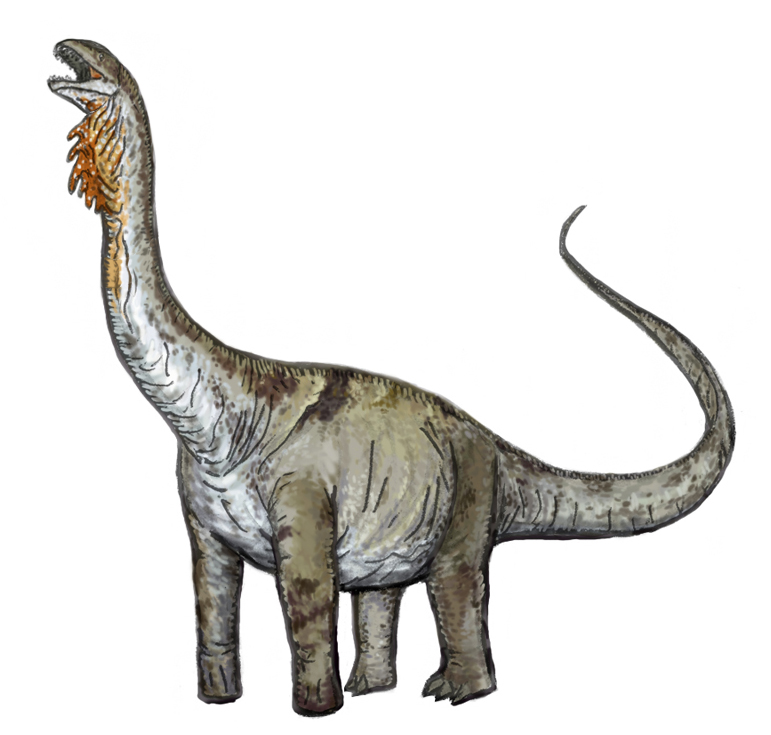
復原圖

華北龍所知來自牙齒和部分顱後骨骼，化石的相對完整性使其在整合詮釋其他破碎的白堊紀東亞蜥腳類的解剖學研究以及了解更全面的巨龍形類演化上成為重要的物種。
華北龍身長20公尺及臀高5公尺，與大多數恐龍相比算大型，但依蜥腳類的標準來看僅算中型。
標本推測來自幾乎成熟的個體，頸椎、背椎、尾椎的椎弓與椎體間無縫線代表著已接近性成熟，但肩胛骨、鳥喙骨、髂骨和一些薦肋間的開放縫線則表示尚未完全到達成熟。

### 鑑定特徵
D'Emic等人（2013）建立了華北龍以下一系列的獨有衍徵：一些前薦椎板的分裂；後段頸椎有分隔的前合雙骨突椎板；前段背椎有道分隔的前棘雙骨突椎板；前中段尾椎的後椎骨關節突棘雙骨突窩大於後椎骨關節突中雙骨突窩；尾椎尾肋小並消失於第八節；前中段尾椎體橫向三分之一向後擴張；中段尾椎體側面有兩道縱脊；鳥喙骨橫面前背緣附近的結節；橈骨遠端約為中軸橫寬的兩倍（同於進階泰坦巨龍類）；從後緣突出的坐骨板結節；尾椎椎弓相對窩的發育；高的脛骨/股骨比率。

## 分類

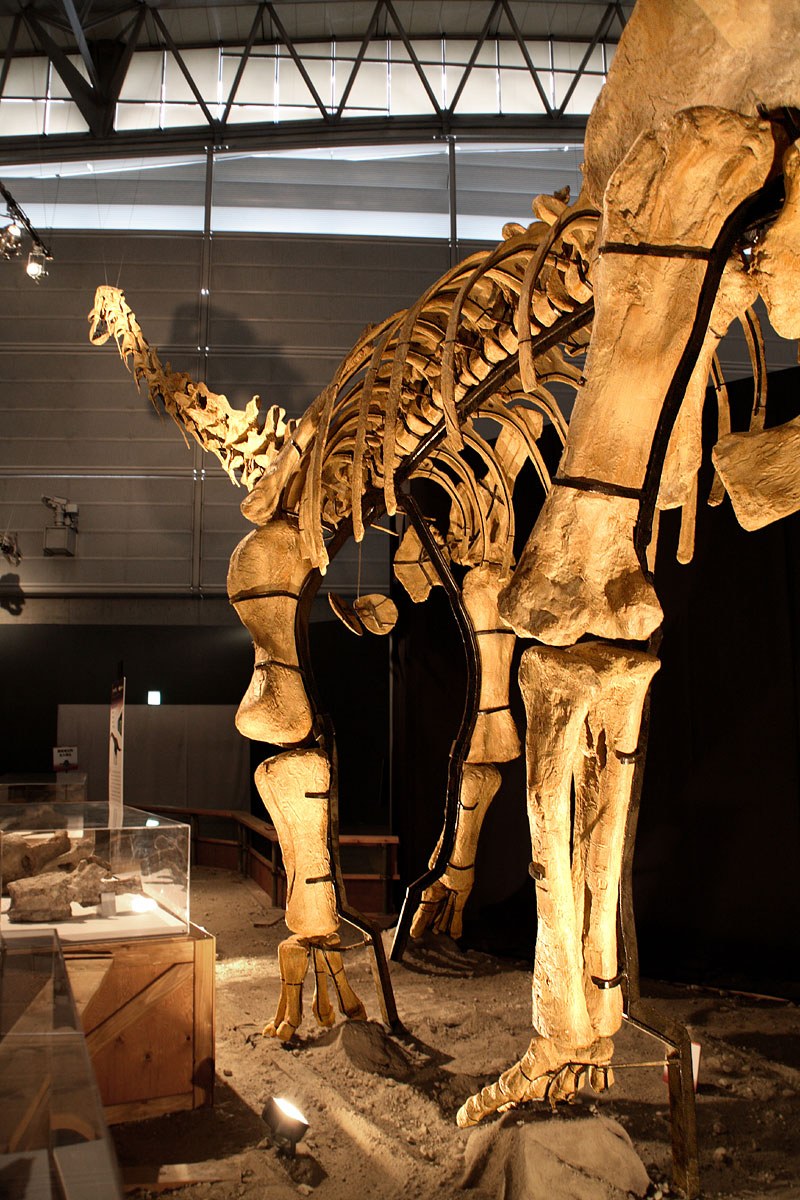
骨架的另一視角

華北龍的原始敘述研究指出其與其他白堊紀東亞蜥腳類在骨骼上的高度相似性，且大多數先前的研究表示某些白堊紀東亞蜥腳類（如納摩蓋吐龍和布萬龍）是華北龍的姊妹群。自2000年（即華北龍敘述發表年份）起，陸續建立了17種新的白堊紀東亞蜥腳類。許多研究人員注意到這些白堊紀東亞蜥腳類物種間的相似性，通常代表著這些物種屬於以著名解剖學特徵為基礎的演化枝（如納摩蓋吐龍科、後凹尾龍亞科及盤足龍科）。近期的研究支持盤足龍科僅包含白堊紀物種，推翻傳統包含侏儸紀物種的理論。傳統和近期的研究都顯示出東亞地區存在著某種程度的特有種現象，雖然其持續時間尚未明瞭。在更廣的尺度上，已經了解到一種有趣的演化模式：即所有侏羅紀亞洲蜥腳類都屬於新蜥腳類之外，而所有白堊紀亞洲蜥腳類都屬於巨龍形類。要能夠完善並詮釋這樣的演化模式，還需要包含東亞蜥腳類的詳細比較和全面性系統發育研究，目前仍十分缺乏。
華北龍從未被納入任何分類研究中，但有幾個研究人員基於比較針對其親緣關係提出了見解。Buffetaut等人檢視泰國蜥腳類並敘述侏儸紀晚期至白堊紀早期的盤足龍科（以傳統觀點包含盤足龍、馬門溪龍、峨嵋龍）牙齒的相似性，以及聯想到其他如納摩蓋吐龍、布萬龍（納摩蓋吐龍科）。根據這些比較，華北龍被Buffetaut等人歸為納摩蓋吐龍科。Upchurch等人則依據一些特徵認為華北龍代表著巨龍形類或岩盔龍類之外的泰坦巨龍類。尤等人提出了華北龍與北方龍、後凹尾龍的接近親緣關係。莫等人強調華北龍與扶綏龍、蘇尼特龍的相似性。谷本等人認為華北龍與納摩蓋吐龍、北方龍、日本的鳥羽蜥腳類（納摩蓋吐龍科）有接近親緣關係。最後近期D'emic等人將華北龍置於盤足龍科。
華北龍科（Huabeisauridae）被建立以包含華北龍以及親緣物種怪味龍。曾於2000年的研究被提及但學界鮮少使用，2013年再度由D'emic等人提起，因為原本所屬的盤足龍科底下可能可以細分出更多多孔椎龍類的小演化支。